# Campeonato Europeu de Atletismo em Pista Coberta de 2019 - Salto triplo feminino
A prova do salto triplo feminino do Campeonato Europeu de Atletismo em Pista Coberta de 2019 foi disputada entre os dias  1 e 3 de março de 2019 na Emirates Arena, em Glasgow, no Reino Unido. 

## Recordes
Antes desta competição, os recordes mundiais e do campeonato nesta prova eram os seguintes:
|                       | Nome             | Nacionalidade | Distância | Local     | Data                    |
| --------------------- | ---------------- | ------------- | --------- | --------- | ----------------------- |
| Recorde mundial       | Tatyana Lebedeva | Rússia        | 15m 36cm  | Budapeste | 6 de março de 2004      |
| Recorde do campeonato | Ashia Hansen     | Reino Unido   | 15m 16cm  | Valência  | 28 de fevereiro de 1998 |
| Recorde europeu       | Tatyana Lebedeva | Rússia        | 15m 36cm  | Budapeste | 6 de março de 2004      |

## Medalhistas
| Ouro                | Prata                       | Bronze               |
| Ana Peleteiro (ESP) | Paraskevi Papahristou (GRE) | Olha Saladukha (UKR) |

## Cronograma
Todos os horários são locais (UTC+0).
| Data       | Hora  | Evento       |
| ---------- | ----- | ------------ |
| 1 de março | 12:00 | Qualificação |
| 3 de março | 10:00 | Final        |

## Resultados

### Qualificação
Qualificação: 14,20 m (Q) ou os 8 melhores qualificados (q).

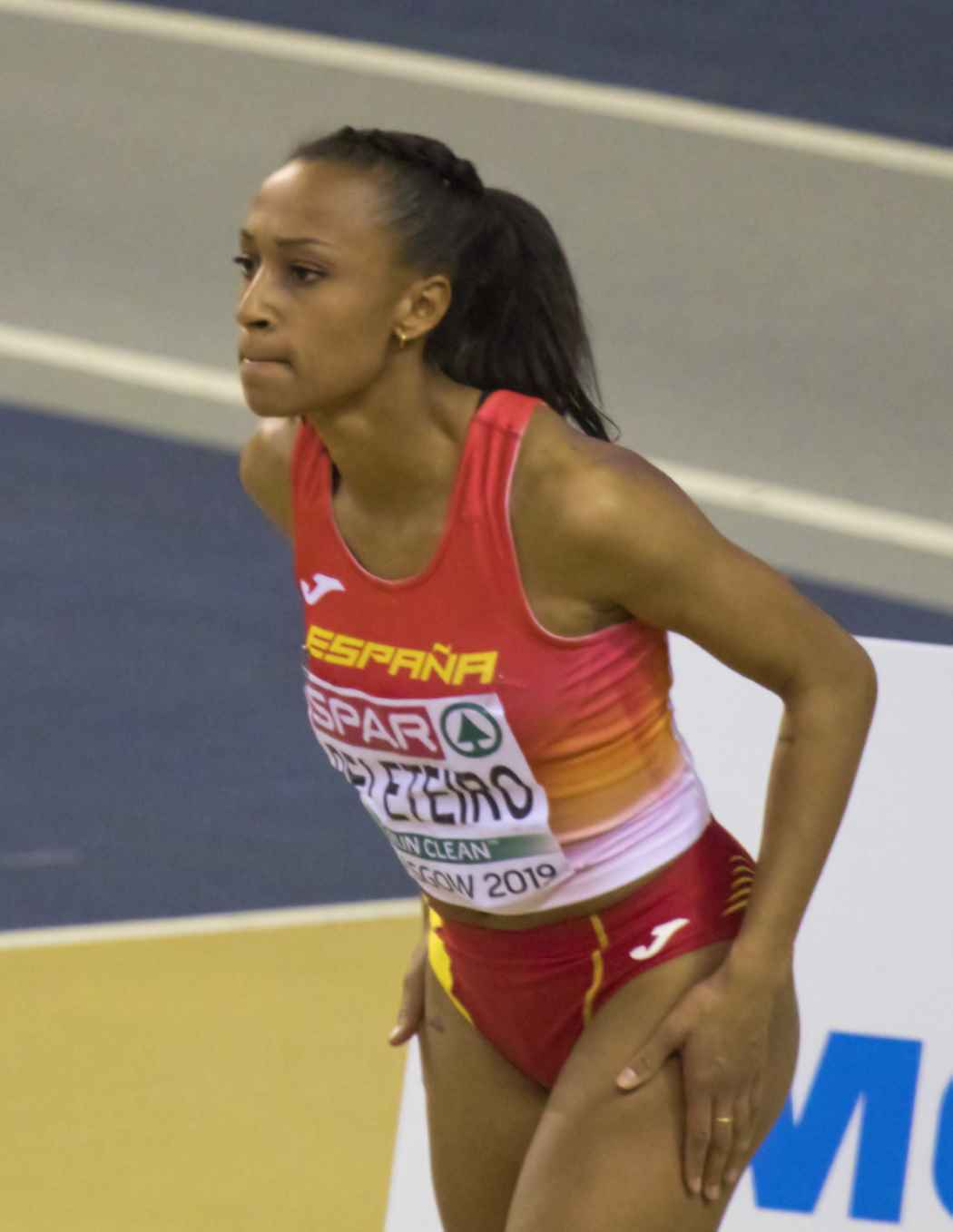
Ana Peleteiro ganhou medalha de ouro

| Posição | Atleta                | Nacionalidade | #1    | #2    | #3    | Resultados | Notas                |
| ------- | --------------------- | ------------- | ----- | ----- | ----- | ---------- | -------------------- |
| 1       | Olha Saladukha        | Ucrânia       | 14.40 |       |       | 14.40      | Q,                   |
| 2       | Susana Costa          | Portugal      | 14.28 |       |       | 14.28      | Q,                   |
| 2       | Paraskevi Papahristou | Grécia        | 14.28 |       |       | 14.28      | Q                    |
| 4       | Ana Peleteiro         | Espanha       | 14.15 | 13.99 | 14.03 | 14.15      | q                    |
| 5       | Patrícia Mamona       | Portugal      | x     | 13.86 | 14.11 | 14.11      | q                    |
| 6       | Rouguy Diallo         | França        | 13.83 | 14.10 | 13.86 | 14.10      | q                    |
| 7       | Kristiina Mäkelä      | Finlândia     | 13.95 | 14.06 | x     | 14.06      | q                    |
| 8       | Hanna Krasutska       | Ucrânia       | 13.82 | x     | 13.70 | 13.82      | q                    |
| 9       | Naomi Ogbeta          | Grã-Bretanha  | 13.80 | 13.80 | 13.40 | 13.80      |                      |
| 10      | Iryna Vaskouskaya     | Bielorrússia  | 13.79 | x     | x     | 13.79      |                      |
| 11      | Jeanine Assani Issouf | França        | x     | 13.60 | 13.74 | 13.74      |                      |
| 12      | Patricia Sarrapio     | Espanha       | 13.67 | x     | 13.63 | 13.67      |                      |
| 13      | Merilyn Uudmäe        | Estónia       | 13.30 | 12.49 | 13.40 | 13.40      | Recorde da temporada |
| 14      | Tähti Alver           | Estónia       | 13.01 | 12.87 | 13.39 | 13.39      |                      |
| 15      | Diana Zagainova       | Lituânia      | x     | 13.10 | 13.36 | 13.36      |                      |
| 16      | Olha Korsun           | Ucrânia       | 13.29 | 13.33 | x     | 13.33      |                      |
| 17      | Aleksandra Nacheva    | Bulgária      | 12.95 | 12.98 | 12.88 | 12.98      |                      |
| 18      | Dovilė Dzindzaletaitė | Lituânia      | x     | x     | x     | NM         |                      |

### Final
A final aconteceu às 10:00 no dia 3 de março de 2019. 
| Posição           | Atleta                | Nacionalidade | #1    | #2    | #3    | #4    | #5    | #6    | Resultados | Notas                |
| ----------------- | --------------------- | ------------- | ----- | ----- | ----- | ----- | ----- | ----- | ---------- | -------------------- |
| Medalha de ouro   | Ana Peleteiro         | Espanha       | x     | x     | 14.56 | 14.73 | x     | x     | 14.73      | Recorde nacional     |
| Medalha de prata  | Paraskevi Papahristou | Grécia        | 14.50 | x     | x     | x     | 14.07 | 14.33 | 14.50      | Recorde pessoal      |
| Medalha de bronze | Olha Saladukha        | Ucrânia       | x     | 14.47 | 13.19 | 14.47 | 14.47 | x     | 14.47      | Recorde da temporada |
| 4                 | Patrícia Mamona       | Portugal      | 14.43 | x     | x     | 14.29 | 14.39 | 14.21 | 14.43      |                      |
| 5                 | Susana Costa          | Portugal      | x     | 14.43 | 14.04 | x     | 14.21 | 14.10 | 14.43      | Recorde pessoal      |
| 6                 | Kristiina Mäkelä      | Finlândia     | 13.76 | 14.29 | 14.12 | x     | x     | x     | 14.29      |                      |
| 7                 | Rouguy Diallo         | França        | x     | x     | 13.98 | x     | x     | 14.18 | 14.18      |                      |
| 8                 | Hanna Krasutska       | Ucrânia       | 13.66 | 13.73 | 13.50 | x     | 13.35 | 13.95 | 13.95      |                      |

Legenda
| Recorde mundial       | Recorde mundial (World record)               |                       | Recorde africano                      | Recorde africano (African) |                                           | Q | Classificado por posição (Qualified) |
| Recorde do campeonato | Recorde do campeonato (Championship record)  | Recorde da América    | Recorde da América (Americas)         | q                          | Classificado por melhor tempo (Qualified) |   |                                      |
| Melhor marca do ano   | Melhor marca do ano (World leading)          | Recorde asiático      | Recorde asiático (Asian)              | DNS                        | Não largou (Did not start)                |   |                                      |
| Recorde nacional      | Recorde nacional (National record)           | Recorde europeu       | Recorde europeu (European)            | DNF                        | Não terminou (Did not finish)             |   |                                      |
| Recorde pessoal       | Recorde pessoal do atleta (Personal best)    | Recorde da Oceania    | Recorde da Oceania (Oceania)          | DSQ / DQ                   | Desclassificado (Disqualified)            |   |                                      |
| Recorde da temporada  | Recorde da temporada do atleta (Season best) | Recorde sul-americano | Recorde sul-americano (South America) | NM                         | Sem marca (No mark)                       |   |                                      |